# Lode Mertens
Lode Mertens (Geraardsbergen) is een Belgisch muzikant en componist. Hij is trombonist bij het Brussels Jazz Orchestra.
Mertens begon op jonge leeftijd met musiceren. Toen hij negentien was, ging hij studeren aan de jazzafdeling van het Muziekconservatorium Gent. Daar studeerde hij in 1998 af als 'Meester in de Muziek'.